# Famille de Martes
La famille de Martes est une famille d'astéroïdes de type C qui comprend près de 500 membres. Elle est nommée d'après son membre le plus grand (5026) Martes.
Cette famille est proche mais distincte de la famille d'Érigone qui est dynamiquement distincte, mais ces deux familles auraient le même âge, donc la même origine, une collision qui se serait produite il y a 280 million d'années. 

## Quelques membres
- (9879) Mammouth
- (5026) Martes
- (35270) Molinari
- (37432) Piszkéstető
- (9619) Terrygilliam